# Illa d'Amund Ringnes
L'Illa d'Amund Ringnes és una de les illes Sverdrup a la regió Qikiqtaaluk, del territori autònom de Nunavut, al Canadà. Està situada a l'oceà àrtic, a l'est de l'illa d'Ellef Ringnes, de la qual la separa l'estret de Hassel; a l'oest de l'Illa Axel Heiberg; al nord de l'Illa Cornwall; i al sud, una mica més allunyada, de l'Illa Meighen, de la qual la separa el Canal de Peary. Té una superfície de 5.255 km², cosa que la fa ser la 111a més gran del món. Està deshabitada.
L'illa rep el nom en honor d'Amund Ringnes, un del patrocinadors de l'expedició d'Otto Sverdrup. L'illa va ser reclamada per Noruega entre 1902 i 1930.

## Enllaços externs

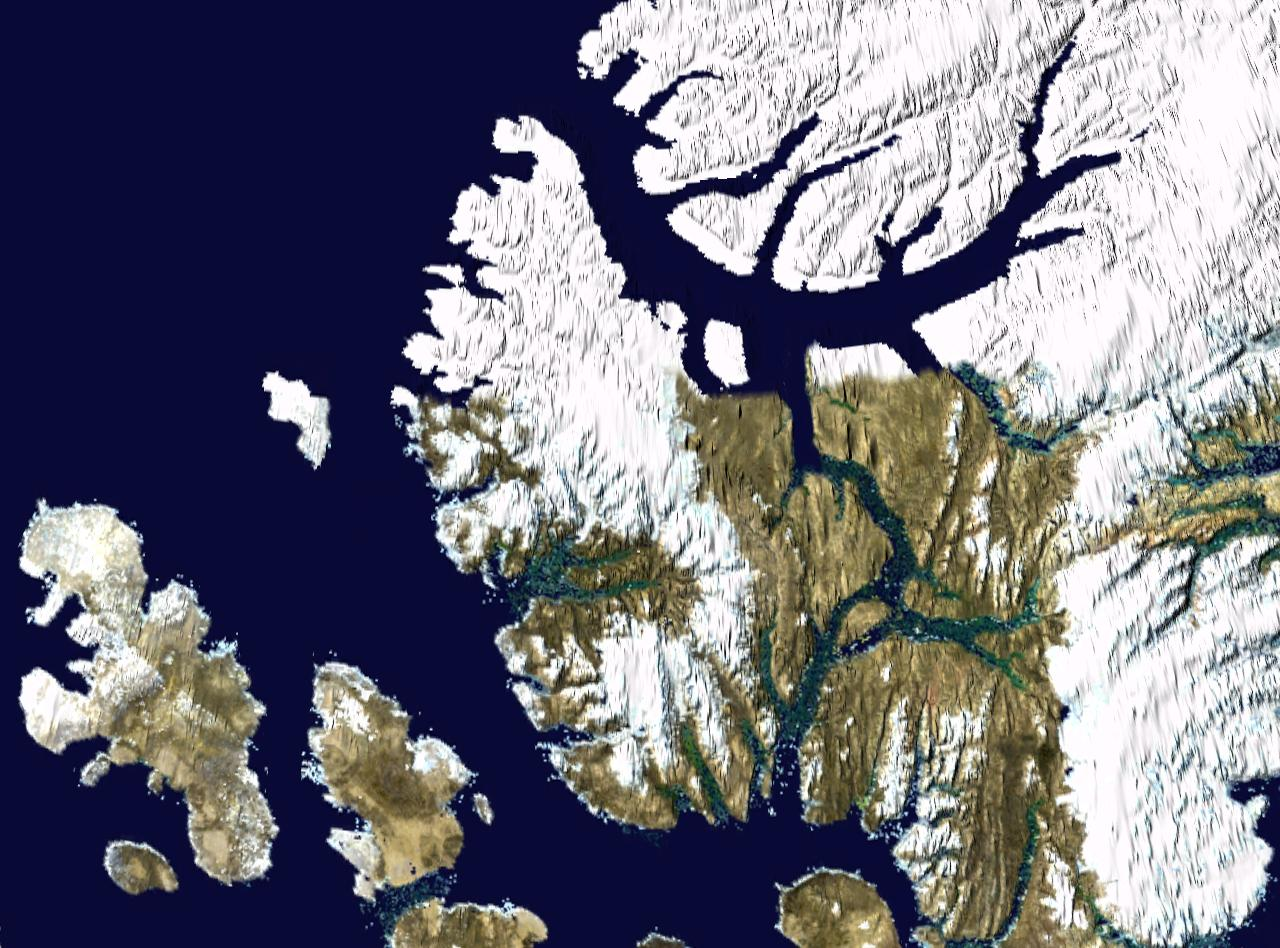
Vista per satèl·lit de l'Illa d'Amund Ringnes, a la part inferior central.